# Північний Агусан
Північний Агусан (бут.: Probinsya hong Agusan del Norte) — провінція Філіппін у регіоні Карага на острові Мінданао. Адміністративним центром є місто Кабадбаран.

## Географія
Площа провінції становить 2 730,24 км2. Провінція межує на північному заході із затокою Бутуан, на північному сході — з провінцією Північне Сурігао, на сході — з провінцією Південне Сурігао, на південному сході — з провінцією Південний Агусан, на південному заході — з провінцією Східний Місаміс. Центральна частина провінції утворює нижній басейн третьої найдовшої річки в країні, Агусан, її гирло розташоване в затоці Бутуан, яка є частиною моря Мінданао. Гірські ландшафти домінують у північно-східній та західній частинах провінції.

### Адміністративний поділ
Адміністративно провінція поділяється на 10 муніципалітетів та одне незалежне місто.

## Демографія
Згідно перепису 2015 року населення провінції становило 354 503 осіб.

## Економіка
Економіка провінції базується на сільському господарстві. Головними культурами є рис, кукурудза, кокос, абака, банан і манго.